# Juan Bautista Simó

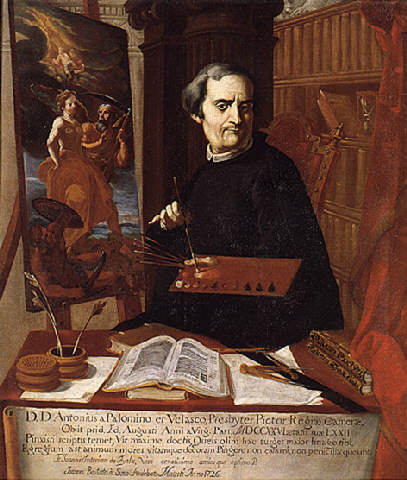
Retrato de Antonio Palomino, 1726, óleo sobre lienzo, 75 x 65 cm, colección particular.

Juan Bautista Simó (fallecido después de 1737) fue un pintor y escenógrafo barroco español, discípulo de Antonio Palomino. 

## Biografía y obra
Natural de Valencia, según Ceán Bermúdez, colaboró con Antonio Palomino cuando este llegó a la capital valenciana en 1697 para pintar los frescos de la iglesia de San Juan del Mercado. Acompañó luego a Palomino a Madrid donde se encargó de la pintura de las pechinas de la desaparecida iglesia de San Felipe el Real, en las que pintó a los santos Alipio, Próspero, Fulgencio Rupestre y Posidio, junto con dos historias de la vida de san Agustín en sendos medallones de la bóveda. En 1726 firmó el retrato de su maestro Antonio Palomino, «seco y duro, pero muy intenso de expresión», conservado en colección particular.
En febrero de 1737 contrató con el arquitecto Pedro de Ribera y junto con Francisco Zorrilla y Manuel Santos Fernández, «profesores del noble arte de la pintura», las decoraciones escenográficas destinadas a la reapertura del Coliseo de la Cruz por Pascua de Resurrección de ese año, fiesta en la que había de representarse El hijo del sol, Faetón de Pedro Calderón de la Barca.